# Messier 30
Messier 30 (również M30, NGC 7099) – gromada kulista w gwiazdozbiorze Koziorożca. Znajduje się w odległości około 26,4 tys. lat świetlnych od Ziemi oraz 23,2 tys. lat świetlnych od centrum Galaktyki. Została odkryta przez Charles’a Messiera w 1764 roku. Do swego katalogu dodał on ją 3 sierpnia 1764 i opisał jako okrągłą mgławicę bez gwiazd. Jako pierwszy rozdzielił ją na indywidualne gwiazdy William Herschel około 1784 roku.
Gromada ma średnicę około 90 lat świetlnych. Jej jądro ma średnicę tylko 0,12', czyli 0,9 roku świetlnego. Jej szacowany wiek to 12,93 mld lat, a masa wynosi ok. 160 000 mas Słońca.
Najjaśniejsze czerwone olbrzymy w gromadzie mają jasność 12,1m. W gromadzie odkryto do tej pory 16 gwiazd zmiennych.